# Liste der Mitglieder des Landtages Rheinland-Pfalz (11. Wahlperiode)
Liste der Mitglieder des Rheinland-Pfälzischen Landtages (11. Wahlperiode)
Der Rheinland-Pfälzische Landtag bestand in der 11. Wahlperiode von 1987 bis 1991 aus 100 Mitgliedern.

## Zusammensetzung
Bei der Landtagswahl am 17. Mai 1987 gab es folgendes Ergebnis:
| Partei | Prozent | Sitze |
| ------ | ------- | ----- |
| CDU    | 45,1    | 48    |
| SPD    | 38,8    | 40    |
| FDP    | 7,3     | 7     |
| Grüne  | 5,9     | 5     |

## Präsidium
- Präsident: Heinz Peter Volkert (CDU)
- Vizepräsidenten: Michael Reitzel (SPD) 1987–1990, Helga Düchting (SPD) 1990–1991, Hans-Günther Heinz (FDP), Gisela Büttner (CDU), Fritz Preuss (SPD)

Die Zahl der Vizepräsidenten wurde von zwei auf vier erhöht.

## Abgeordnete
| Name                       | Lebensdaten | Partei | Wahlkreis   | Kommentar                                                   |
| -------------------------- | ----------- | ------ | ----------- | ----------------------------------------------------------- |
| Franz Peter Basten         | 1944        | CDU    | Wahlkreis 2 | ausgeschieden am 23. Juni 1987                              |
| Hans-Artur Bauckhage       | 1943–2018   | FDP    | Wahlkreis 1 |                                                             |
| Kurt Beck                  | 1949        | SPD    | Wahlkreis 4 |                                                             |
| Elvira Bickel              | 1930–2025   | CDU    | Wahlkreis 3 |                                                             |
| Gisela Bill                | 1949        | Grüne  | Wahlkreis 3 |                                                             |
| Franz Josef Bischel        | 1938–2021   | CDU    | Wahlkreis 3 |                                                             |
| Kurt Böckmann              | 1929–2008   | CDU    | Wahlkreis 3 |                                                             |
| Christoph Böhr             | 1954        | CDU    | Wahlkreis 2 |                                                             |
| Detlef Bojak               | 1935        | SPD    | Wahlkreis 4 |                                                             |
| Ernst-Günter Brinkmann     | 1943        | SPD    | Wahlkreis 3 |                                                             |
| Karl Peter Bruch           | 1946        | SPD    | Wahlkreis 1 |                                                             |
| Rainer Brüderle            | 1945        | FDP    | Wahlkreis 3 |                                                             |
| Gisela Büttner             | 1927–2015   | CDU    | Wahlkreis 4 |                                                             |
| Hans Dahmen                | 1929–1989   | CDU    | Wahlkreis 1 | † 17. Juli 1989                                             |
| Alois Dauenhauer           | 1929–2022   | CDU    | Wahlkreis 4 |                                                             |
| Jürgen Debus               | 1939        | SPD    | Wahlkreis 2 |                                                             |
| Hans Hermann Dieckvoß      | 1939        | FDP    | Wahlkreis 4 |                                                             |
| Heinz-Georg Diehl          | 1935–2019   | CDU    | Wahlkreis 3 |                                                             |
| Harald Dörr                | 1949–2016   | Grüne  | Wahlkreis 3 |                                                             |
| Heinz Düber                | 1939        | CDU    | Wahlkreis 1 | eingetreten am 31. Dezember 1990 für Ulrich Schmalz         |
| Helga Düchting             | 1937        | SPD    | Wahlkreis 3 |                                                             |
| Ludwig Eich                | 1942        | SPD    | Wahlkreis 1 | ausgeschieden am 3. Januar 1991                             |
| Günter Eymael              | 1952        | FDP    | Wahlkreis 4 |                                                             |
| Rudolf Franzmann           | 1946        | SPD    | Wahlkreis 4 |                                                             |
| Rudi Geil                  | 1937–2006   | CDU    | Wahlkreis 1 |                                                             |
| Karl August Geimer         | 1943        | CDU    | Wahlkreis 4 |                                                             |
| Georg Gölter               | 1938–2025   | CDU    | Wahlkreis 3 |                                                             |
| Christoph Grimm            | 1943        | SPD    | Wahlkreis 2 |                                                             |
| Hans-Henning Grünwald      | 1939–2020   | CDU    | Wahlkreis 3 | eingetreten am 6. Dezember 1988 für Bernhard Vogel          |
| Roland Härtel              | 1944        | SPD    | Wahlkreis 3 |                                                             |
| Klaus Hammer               | 1942        | SPD    | Wahlkreis 3 |                                                             |
| Ursula Hansen              | 1935        | CDU    | Wahlkreis 2 |                                                             |
| Josef Happ                 | 1938–2021   | CDU    | Wahlkreis 1 |                                                             |
| Gernot Heck                | 1940–2021   | CDU    | Wahlkreis 3 |                                                             |
| Hans-Günther Heinz         | 1933–2024   | FDP    | Wahlkreis 2 |                                                             |
| Jürgen Henze               | 1937        | SPD    | Wahlkreis 2 |                                                             |
| Dieter Hörner              | 1941–2014   | CDU    | Wahlkreis 4 | Nachrücker für Dieter Ziegler, der das Mandat nicht annahm  |
| Karl Hoppe                 | 1934–2002   | CDU    | Wahlkreis 1 | ausgeschieden am 24. Juni 1987                              |
| Achim Hütten               | 1957        | SPD    | Wahlkreis 1 | eingetreten am 1. Oktober 1990 für Hans Seichter            |
| Gerd Itzek                 | 1947        | SPD    | Wahlkreis 3 |                                                             |
| Eda Jahns                  | 1939–2020   | SPD    | Wahlkreis 1 |                                                             |
| Karl Heinz Jürging         | 1935–2008   | SPD    | Wahlkreis 3 |                                                             |
| Rainer Kaul                | 1952        | SPD    | Wahlkreis 1 | eingetreten am 7. Januar 1991 für Ludwig Eich               |
| Theo Kautzmann             | 1948        | CDU    | Wahlkreis 4 | eingetreten am 1. März 1990 für Herbert Waldenberger        |
| Emil Wolfgang Keller       | 1932–2017   | CDU    | Wahlkreis 4 |                                                             |
| Gerhard Kneib              | 1941        | CDU    | Wahlkreis 3 |                                                             |
| Fritz Rudolf Körper        | 1954        | SPD    | Wahlkreis 2 | ausgeschieden am 1. März 1990                               |
| Gabriele Kokott-Weidenfeld | 1948        | CDU    | Wahlkreis 1 |                                                             |
| Helmut Konrad              | 1926–2009   | FDP    | Wahlkreis 2 |                                                             |
| Manfred Kramer             | 1939–2025   | CDU    | Wahlkreis 4 |                                                             |
| Jürgen Kroh                | 1944        | CDU    | Wahlkreis 4 |                                                             |
| Michael Kutscheid          | 1923–2009   | CDU    | Wahlkreis 2 | ausgeschieden am 15. April 1990                             |
| Klaus-Jürgen Lais          | 1944        | SPD    | Wahlkreis 4 |                                                             |
| Paul Lamboy                | 1927–2000   | CDU    | Wahlkreis 1 |                                                             |
| Bernd Lang                 | 1950        | SPD    | Wahlkreis 1 |                                                             |
| Roland Lang                | 1938–2012   | SPD    | Wahlkreis 4 |                                                             |
| Werner Langen              | 1949        | CDU    | Wahlkreis 2 |                                                             |
| Ernst Lautenbach           | 1935–1993   | CDU    | Wahlkreis 2 |                                                             |
| Evi Linnerth               | 1949        | SPD    | Wahlkreis 2 |                                                             |
| Albrecht Martin            | 1927–2014   | CDU    | Wahlkreis 2 |                                                             |
| Joachim Mertes             | 1949–2017   | SPD    | Wahlkreis 2 |                                                             |
| Lambert Mohr               | 1930–2009   | CDU    | Wahlkreis 1 |                                                             |
| Dieter Muscheid            | 1943–2015   | SPD    | Wahlkreis 1 |                                                             |
| Clemens Nagel              | 1945        | SPD    | Wahlkreis 4 |                                                             |
| Gisela Neubauer            | 1937        | CDU    | Wahlkreis 2 | eingetreten für Klaus Töpfer, der das Mandat nicht annahm   |
| Heinz Neuhaus              | 1945–1992   | CDU    | Wahlkreis 1 |                                                             |
| Margot Nienkämper          | 1953        | CDU    | Wahlkreis 1 | eingetreten für Theo Zwanziger, der das Mandat nicht annahm |
| Carsten Pörksen            | 1944        | SPD    | Wahlkreis 2 | eingetreten am 7. Januar 1991 für Fritz Rudolf Körper       |
| Fritz Preuss               | 1935        | SPD    | Wahlkreis 4 |                                                             |
| Udo Reichenbecher          | 1943        | SPD    | Wahlkreis 2 |                                                             |
| Josef Reinert              | 1945        | CDU    | Wahlkreis 2 | eingetreten am 16. April 1990 für Michael Kutscheid         |
| Heinrich Reisinger         | 1941        | FDP    | Wahlkreis 1 |                                                             |
| Michael Reitzel            | 1943–2023   | SPD    | Wahlkreis 3 |                                                             |
| Kurt Rocker                | 1928–2020   | CDU    | Wahlkreis 4 |                                                             |
| Günter Rösch               | 1943        | SPD    | Wahlkreis 2 |                                                             |
| Gerhard Roth               | 1933        | SPD    | Wahlkreis 1 |                                                             |
| Jeanette Rott              | 1945        | SPD    | Wahlkreis 3 |                                                             |
| Gernot Rotter              | 1941–2010   | Grüne  | Wahlkreis 1 |                                                             |
| Rudolf Scharping           | 1947        | SPD    | Wahlkreis 1 |                                                             |
| Hans-Dieter Scherthan      | 1943–2018   | CDU    | Wahlkreis 4 |                                                             |
| Dieter Schiffmann          | 1948        | SPD    | Wahlkreis 3 |                                                             |
| Ulrich Schmalz             | 1939        | CDU    | Wahlkreis 1 | ausgeschieden am 30. Dezember 1990                          |
| Gerhard Schmidt            | 1940–2023   | SPD    | Wahlkreis 4 |                                                             |
| Ulla Schmidt               | 1942        | CDU    | Wahlkreis 1 | eingetreten am 25. Juni 1987 für Karl Hoppe                 |
| Willi Schmidt              | 1934        | SPD    | Wahlkreis 4 |                                                             |
| Dieter Schmitt             | 1944        | CDU    | Wahlkreis 2 | eingetreten am 26. Juni 1987 für Franz Peter Basten         |
| Helma Schmitt              | 1931        | CDU    | Wahlkreis 4 |                                                             |
| Georg Adolf Schnarr        | 1936–2010   | CDU    | Wahlkreis 4 |                                                             |
| Ingrid Schneider           | 1946–2013   | SPD    | Wahlkreis 4 |                                                             |
| Leo Schönberg              | 1928–2015   | CDU    | Wahlkreis 1 | ausgeschieden am 7. Juni 1988                               |
| Peter Schuler              | 1942        | CDU    | Wahlkreis 3 |                                                             |
| Brigitte Schütze           | 1934–2019   | CDU    | Wahlkreis 1 | eingetreten am 8. Juni 1988 für Leo Schönberg               |
| Günther Schwamm            | 1935–2015   | SPD    | Wahlkreis 4 | aus SPD-Fraktion ausgetreten am 22. Februar 1991            |
| Franz Schwarz              | 1940–2017   | SPD    | Wahlkreis 1 |                                                             |
| Harald Schweitzer          | 1948        | SPD    | Wahlkreis 1 |                                                             |
| Wilhelm Josef Sebastian    | 1944        | CDU    | Wahlkreis 1 |                                                             |
| Manfred Seibel             | 1958        | Grüne  | Wahlkreis 4 |                                                             |
| Hans Seichter              | 1923–2005   | SPD    | Wahlkreis 1 | ausgeschieden am 30. September 1990                         |
| Heinz Sondermann           | 1928–2019   | SPD    | Wahlkreis 1 |                                                             |
| Gerhard Steffens           | 1927–1998   | CDU    | Wahlkreis 1 |                                                             |
| Horst Steffny              | 1945        | Grüne  | Wahlkreis 2 |                                                             |
| Hans Tölkes                | 1935–2025   | CDU    | Wahlkreis 2 |                                                             |
| Bernhard Vogel             | 1932–2025   | CDU    | Wahlkreis 3 | ausgeschieden am 6. Dezember 1988                           |
| Heinz Peter Volkert        | 1933–2013   | CDU    | Wahlkreis 1 |                                                             |
| Carl-Ludwig Wagner         | 1930–2012   | CDU    | Wahlkreis 2 |                                                             |
| Herbert Waldenberger       | 1935–2017   | CDU    | Wahlkreis 4 | ausgeschieden am 28. Februar 1990                           |
| Karl-Heinz Weyrich         | 1925–2002   | SPD    | Wahlkreis 3 |                                                             |
| Hans-Otto Wilhelm          | 1940–2019   | CDU    | Wahlkreis 3 |                                                             |
| Wolfgang Wittkowsky        | 1933–2013   | CDU    | Wahlkreis 2 |                                                             |
| Werner Wittlich            | 1946        | CDU    | Wahlkreis 1 | eingetreten am 25. Juli 1989 für Hans Dahmen                |
| Günther Wollscheid         | 1926–2006   | CDU    | Wahlkreis 2 |                                                             |